# Statuia Lupoaicei din Alba Iulia

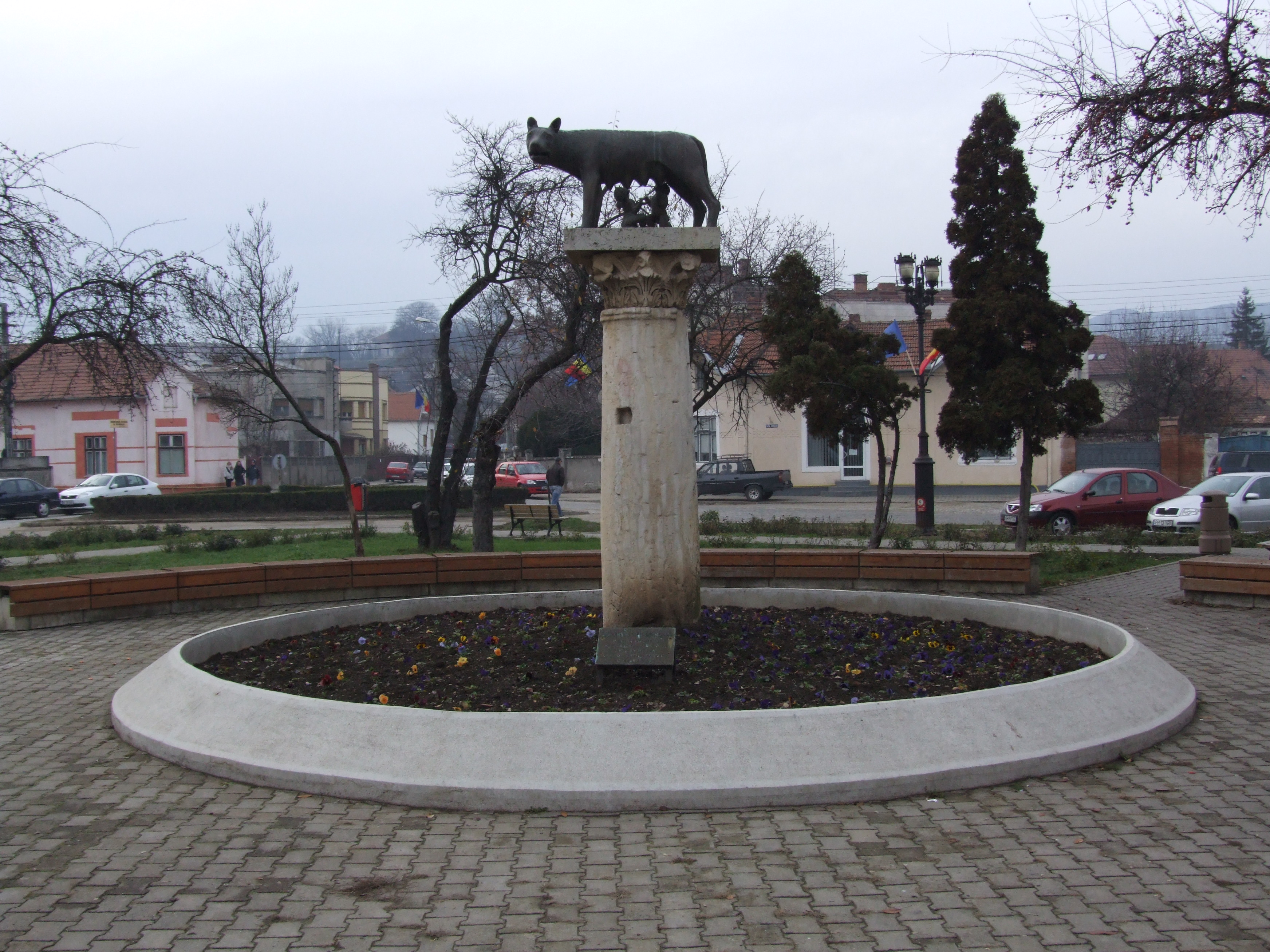

Statuia Lupoaicei din Alba Iulia este o copie a statuii Lupa Capitolina din Roma, care a fost dăruită orașului Alba Iulia în 1933 de orașul Alessandria, din nordul Italiei. 
La data de 13 aprilie 2007 a avut loc inaugurarea oficială a „Pieței Allessandria” din Alba Iulia, în mijlocul căreia este amplasată statuia Lupa Capitolina, ca simbol al înfrățirii dintre Alba Iulia și Alessandria.  Ceremonia de înfrățire a avut loc în mai 2008, în Sala Unirii. 

## Note

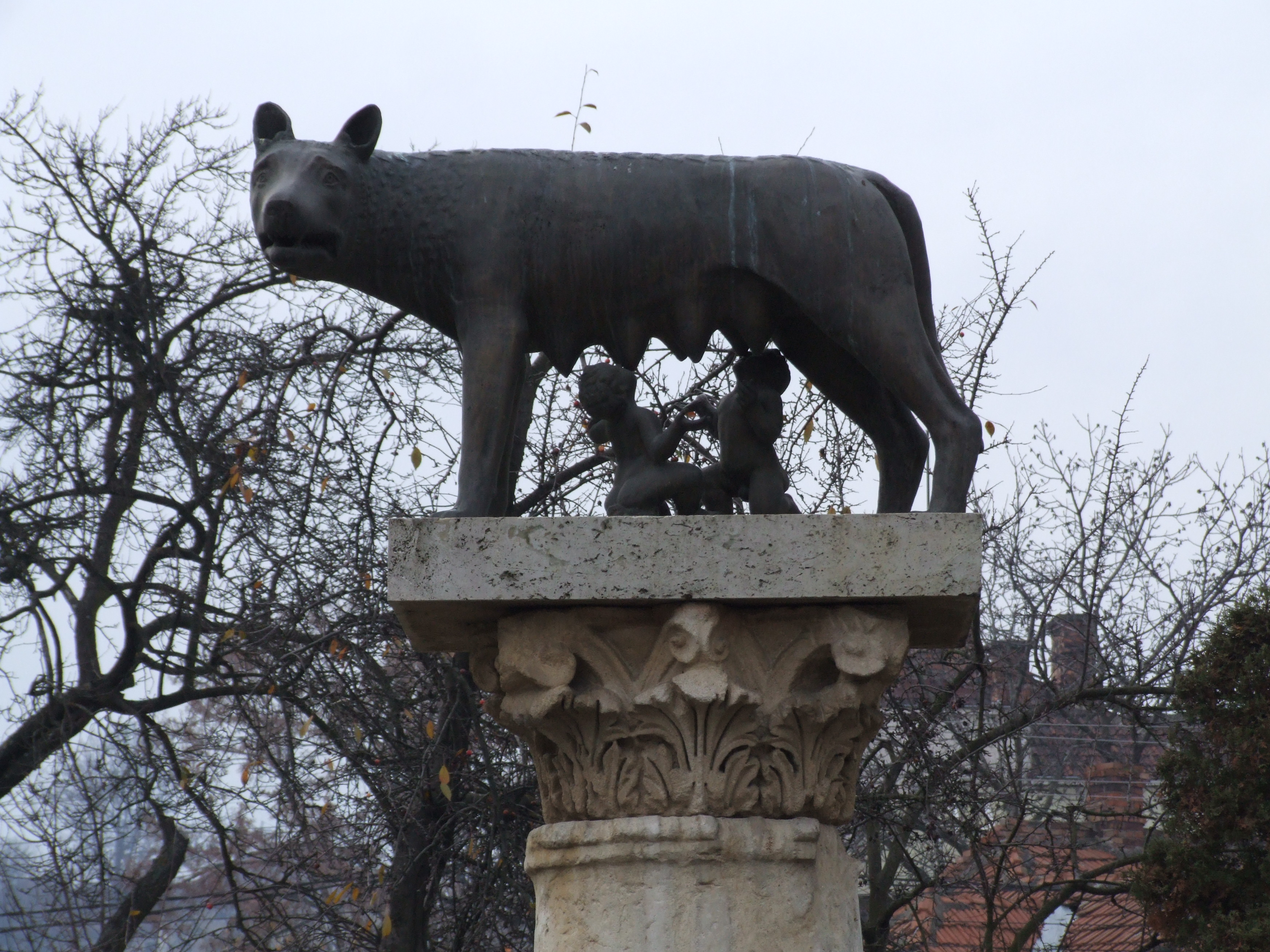
detaliu